# Allophyes obscura
Allophyes obscura là một loài bướm đêm trong họ Noctuidae.